# Сантин
Сантин (кандзи: 三戦; катакана: サンチン) — дыхательно-медитативная ката, изучающаяся в таких стилях каратэ, как: Кёкусинкай, Годзю-рю, Уэти-рю, Рюэй-рю, Иссин-рю, Сито-рю, Хонсин-рю и Кусин-рю.

## История
Ката Сантин имеет китайское происхождение: такое название и структуру имеют комплексы начального уровня в стилях ушу провинции Фуцзянь. На Окинаве эта ката впервые появилась в конце XIX века благодаря Канрё Хигаонне, патриарху стиля Наха-тэ. Мастер Хигаонна долгое время обучался китайскому ушу в Фучжоу и, вернувшись после долгого отсутствия на Окинаву, передал знания своим ученикам, в числе которых был будущий основатель Годзю-рю Тёдзюн Мияги. Ката Сантин стала неотъемлемой и самой важной частью стиля каратэ Мияги, а позже и основатель Кёкусинкай каратэ, Масутацу Ояма, также изучавший Годзю-рю включил кату Сантин в свой стиль.

## Элементы ката
- мусуби дати
- сантин дати
- моротэ ути укэ
- Ибуки
- тюдан цуки
- тюдан йохон нукитэ
- маэ маваси укэ

## Варианты выполнения
- Сантин-дай-ити (Канрё Хигаонна)

Удары наносятся кончиками пальцев (нукитэ) и схема передвижения представляет собой три шага вперёд, разворот, снова три шага вперёд и разворот, а вдохи и выдохи жестче, чем во втором варианте.
- Сантин-дай-ни (Тёдзюн Мияги)

Удары наносятся кулаком (сэйкэн) и схема передвижения уже несколько отличается — три шага вперёд и три шага назад, а вдохи и выдохи мягче.

## Особенности выполнения
Все элементы ката выполняются с изометрическим напряжением, жестким силовым дыханием и полнейшей сосредоточенностью.

## Значение ката для тренинга
Вот что сам Тёдзюн Мияги говорил об этом ката:

Ката Сантин следует выполнять по 30 раз в день; если бы кто-то отрабатывал это ката всю свою жизнь, то у него практически не было бы необходимости учить что-либо ещё — в Сантине есть всё.